# Ayato Hasebe
Ayato Hasebe (japanisch 長谷部 彩翔 Hasebe Ayato; * 6. Februar 1990 in der Präfektur Niigata) ist ein japanischer Fußballspieler.

## Karriere
Hasebe erlernte das Fußballspielen in der Jugendmannschaft von Albirex Niigata. Seinen ersten Vertrag unterschrieb er 2008 bei Albirex Niigata. Der Verein spielte in der höchsten Liga des Landes, der J1 League. 2009 wurde er an den Japan Soccer College ausgeliehen. 2010 wurde er an den Zweigen Kanazawa ausgeliehen. 2011 kehrte er zu Albirex Niigata zurück. 2012 wechselte er zu FC Ganju Iwate. Ende 2013 beendete er seine Karriere als Fußballspieler.